# (100936) Mékong
(100936) Mékong (désignation internationale (100936) Mekong) est un astéroïde de la ceinture principale.

## Description
(100936) Mekong est un astéroïde de la ceinture principale. Il fut découvert le 26 juin 1998 à La Silla par Eric Walter Elst. Il présente une orbite caractérisée par un demi-grand axe de 2,41 UA, une excentricité de 0,13 et une inclinaison de 2,6° par rapport à l'écliptique.
Il est nommé d'après le fleuve Mékong.